# 三門

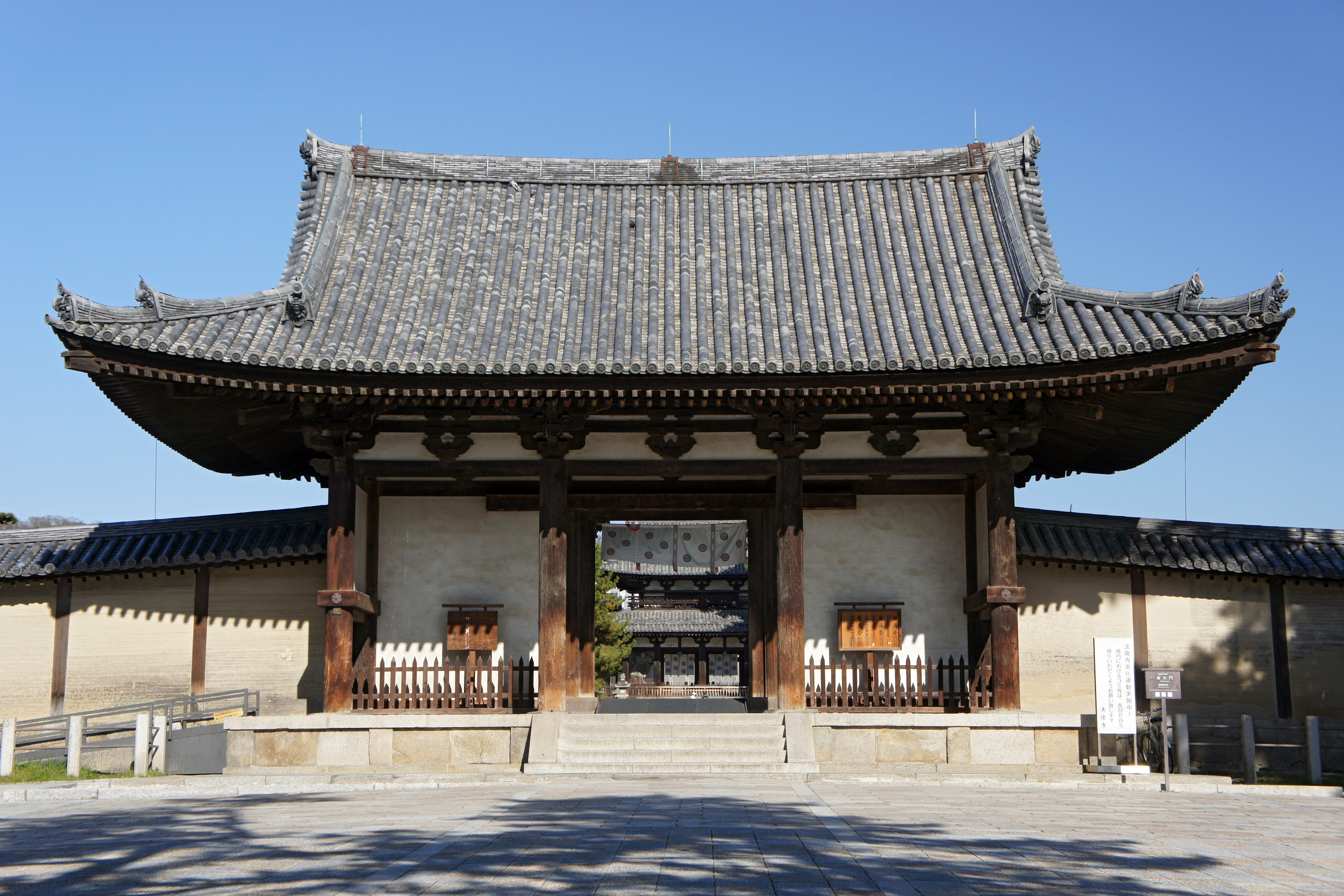
法隆寺南大門（国宝）

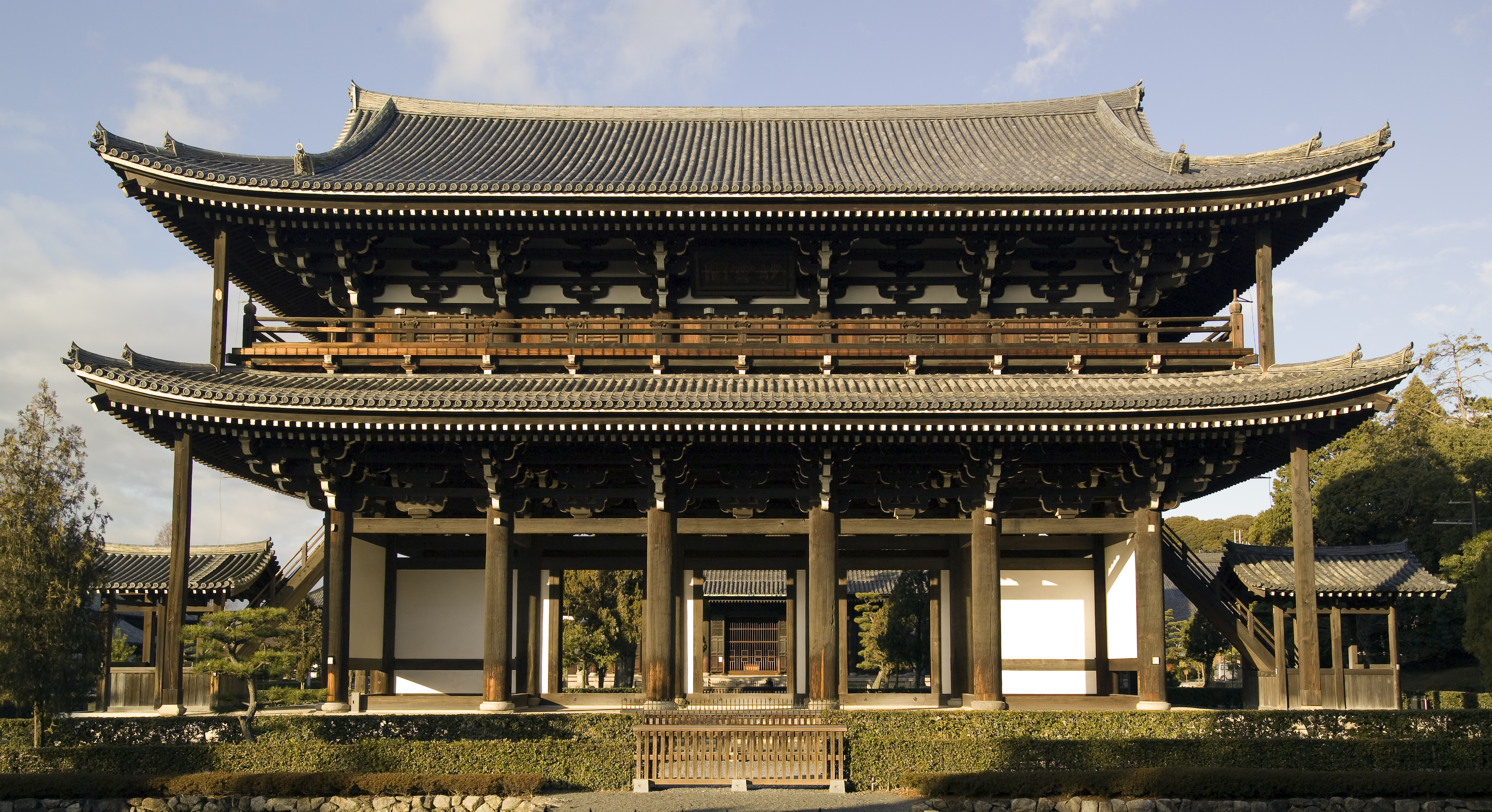
東福寺三門（国宝）

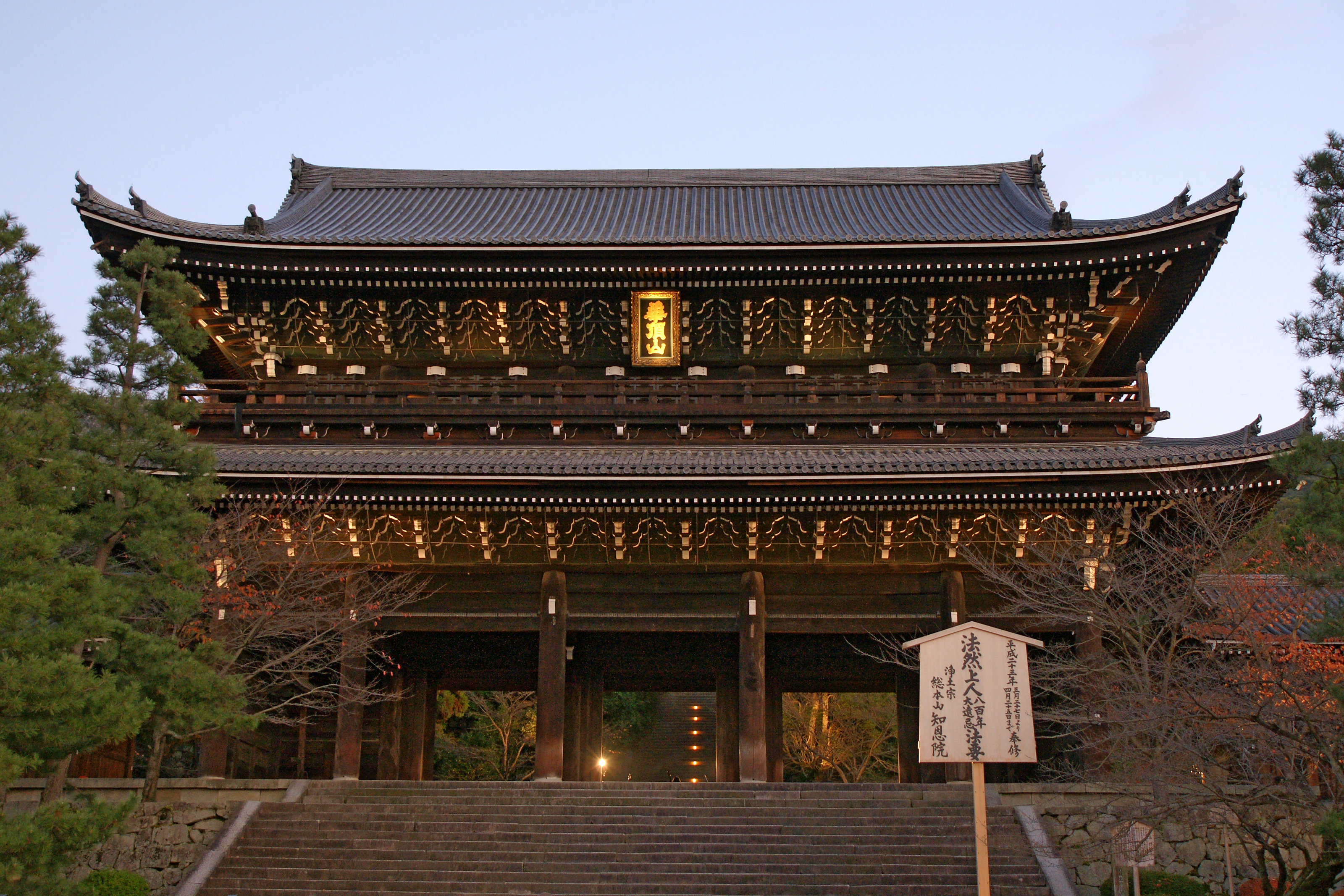
知恩院三門（国宝）

三門（さんもん）は、門の形式で、中央の大きな門と左右の小さな門との3門を連ねて1門としたものである。寺院によっては形式に関わらず「三門」と名付けられているものもある。山門とも呼ぶが、これは、寺院がもっぱら山林にあり山号を持つからという。

## 由来
「三門」の由来には諸説ある。
1. 三解脱門（さんげだつもん）の略で、空解脱、無相解脱、無作解脱の三境地を経て悟りの道に至る門をいうとする説[3]
2. 初期の寺院の門構えは南面する正門、東西2つの脇門から構成されており、これを称して三門と呼んだとする説[3]
3. 寺院に正面の入口のほかに左右にも入口が設けられたからとする説[3]
4. 声聞（出家修行をする僧）、縁覚（悟りを開いた人）、菩提（悟りを開いて如来になろうとする人）の三者が通る門とする説[3]
5. 貪、瞋、痴の三煩を解脱する境界の門という説

## 建築
「三門」の名をもつ楼門のある寺院には臨済宗東福寺や浄土宗知恩院などがある。これに対して曹洞宗永平寺などの楼門は「山門」の名である。
禅宗寺院の大寺には南大門にあたる総門と中門にあたる三門がみられ、寺の領域に入る「山門」の名をもつ門とは別に「三門」がある寺院もある。東福寺の場合には、三門とは別に、境内南方に鎌倉幕府の六波羅探題の門を移築したと伝えられる「六波羅門」がある。